# (1822) Waterman
Pour les articles homonymes, voir Waterman.
(1822) Waterman est un astéroïde de la ceinture principale, découvert à l'observatoire Goethe Link près de Brooklyn, dans l'Indiana.
Il est nommé d'après Alan Tower Waterman (1892-1967), premier directeur de la National Science Foundation.